# Togölen (Tuna socken, Småland)
Togölen är en sjö i Vimmerby kommun i Småland och ingår i Marströmmens huvudavrinningsområde.